# Какой чудесный день
«Какой чудесный день» (англ. It’s Such a Beautiful Day) — экспериментальный полнометражный анимационный фильм для взрослых 2012 года, созданный Доном Херцфельдтом, который выступил как режиссёр, сценарист, оператор, продюсер и композитор фильма. В фильме, совмещающем юмор и философию жизни и смерти, рассказана история человека по имени Билл, который страдает от сюрреалистических видений и постепенной потери памяти, являющихся следствием наследственой болезни. Минималистичное изображение нарисованных человечков сочетается в фильме с документальными кадрами и фотографиями; изображение сопровождается музыкой и постоянным закадровым комментарием автора.
Фильм смонтирован из трёх короткометражных частей (глав), снятых в 2006, 2008 и 2011 годах. Он получил множество призов на кинофестивалях, а также неоднократно назывался в числе лучших анимационных фильмов 2012 года или всех времён.

## Сюжет

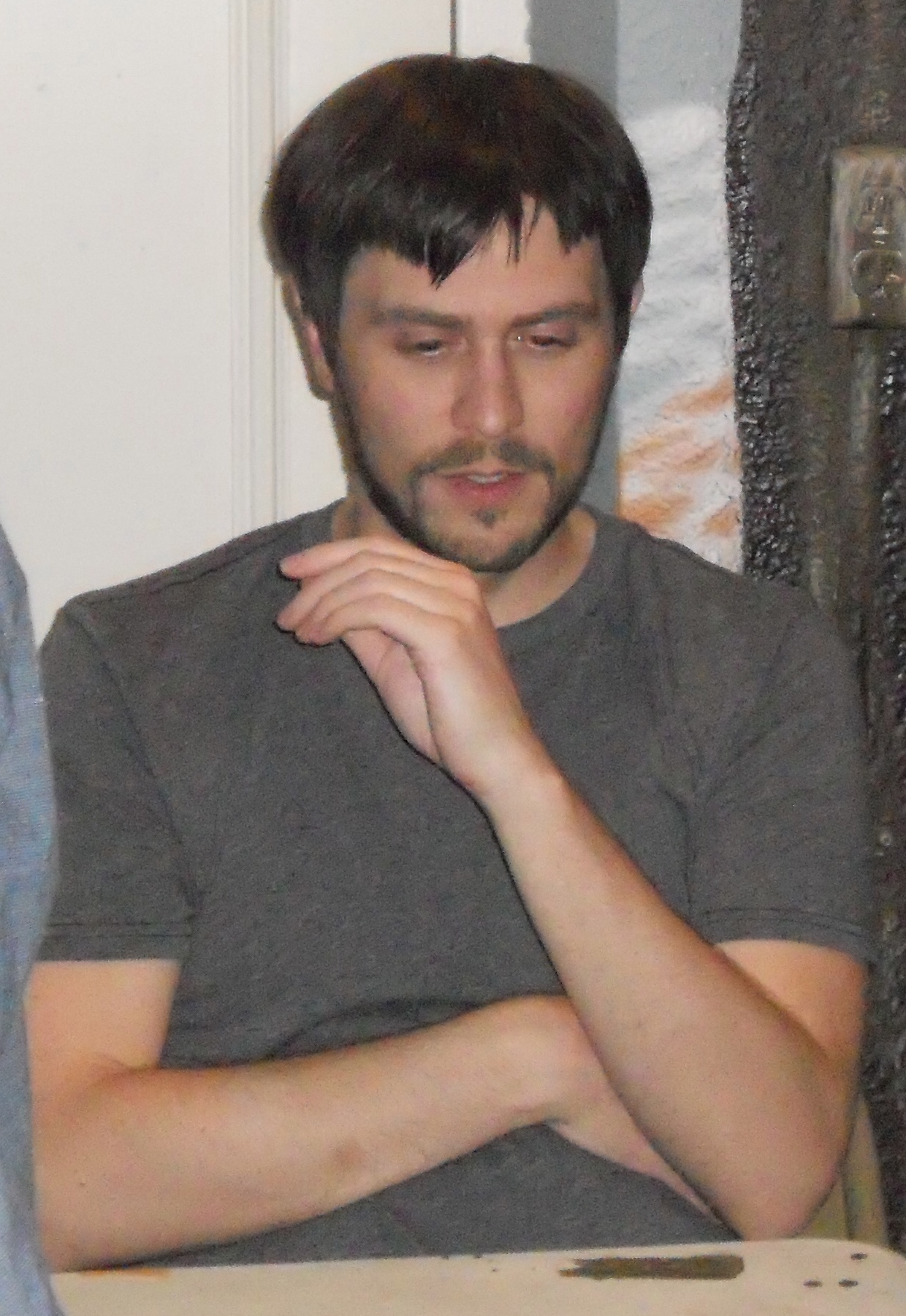
Дон Херцфельдт в 2012 году

Билл — мужчина лет сорока, который живёт один и занят простыми повседневными делами. Однако он страдает от (неназванной) болезни, которая мешает ему, поскольку приводит к галлюцинациям и видениям. Однажды Билл падает в обморок на улице и оказывается в больнице, к нему приезжают его мать и дядя, но вскоре Билли выписывают и он снова оказывается дома и возвращается на работу.
Через флешбэки показано детство Билла, а также история его семьи, многие члены которой страдали психическими болезнями, а также погибли при трагических обстоятельствах (в частности, под поездом). Внезапно приходит известие о смерти матери Билла. После её похорон он разбирает её вещи и находит её блокнот, а также фотографии. Билли снова забирают в больницу, где его навещает бывшая девушка. Врачи проводят с ним различные эксперименты, которые показывают, что он перестал помнить многие важные события своей жизни и что его воспоминания могут являться конфабуляцией.
Билла вновь выписывают домой, при этом за ним никто не ухаживает. Он забывает элементарные действия и иногда просто бесконечно ходит кругами по кварталу. По телефону врач сообщает Биллу, что ему осталось жить недолго. При этом Билл начинает замечать красоту в деталях окружающего мира, которая ранее ускользала от него (в это время изображение на экране становится полноцветным). Его дядя даёт ему адрес дома престарелых, где живёт его настоящий отец, и Билл впервые навещает его. Во время прогулки по парку Билл падает, что подразумевает, что он скорее всего умер. Однако рассказчик не хочет останавливаться на этом и говорит о том, что Билл обрёл бессмертие, пережил человеческий род и следующих за ним обитателей Земли, а также стал свидетелем медленного угасания Вселенной.

## Отзывы
Фильм получил множество призов на кинофестивалях начиная с фестиваля Сандэнс, где первая часть фильма (Everything Will Be OK) в 2007 году была удостоена приза жюри за короткометражный фильм.
Фильм неоднократно назывался в числе лучших анимационных фильмов.
На агрегаторах рецензий фильм имеет высокие оценки: так, на Rotten Tomatoes у него 100 % одобрения на основе 33 рецензий, со средней оценкой 8,4/10, на Metacritic у фильма рейтинг 90 из 100 на основе 7 рецензий.